# Ізоградієнти
Ізоградієнти (рос. изоградиенты, англ. isogrades, isogradients; нім. Isogradienten f pl) — лінії на картах, які з'єднують точки з однаковими градієнтами поверхні.
Зокрема, у геології ізоградієнти представлені площиною постійних (однакових) ступенів метаморфізму гірських порід. Ці ізоградієнтні площини відокремлюють метаморфні зони з різним ступенем метаморфічного перетворення мінералів. (Best (2003), p 435; Philpotts (1990), p 317; Marchak (2009), p183). 